# Кривополенова, Мария Дмитриевна
Мари́я Дми́триевна Кривополе́нова (19 [31] марта 1843, деревня Усть-Ежуга, Архангельская губерния — 2 февраля 1924, д. Веегора, Архангельская губерния) — русская сказительница, песенница, сказочница.

## Биография
Мария Дмитриевна Кривополенова родилась в семье государственного крестьянина Дмитрия Никифоровича Кабалина.
В метрической книге Чакольского прихода Пинежского уезда, по церкви святой великомученицы Екатерины была сделана запись: «Устьежугской государственной деревни Дмитрий Никифоров Кабалин и законная жена его Агафья Тимофеевна, оба православного вероисповедания: родилась дочь Мария 19 марта 1843 года…».
Свой широкий репертуар былин и сказов Мария Дмитриевна почерпнула в детстве от своего деда, Никифора Никитича Кабалина.
В 1867 году Мария Дмитриевна выходит замуж за крестьянина Кривополенова и переезжает в его дом, в деревню Шотогорку Пинежского уезда.
По воспоминаниям известного российского фольклориста Александра Дмитриевича Григорьева, «открывшего» Кривополенову для мира, жила Мария Дмитриевна чрезвычайно бедно:

«…живет Марья с мужем бедно, очень бедно: они живут в низкой двухэтажной без крыши избе с одной маленькой комнатой в каждом этаже… Ездит на своей лошади собирать милостыню по деревням, но в своей деревне она не собирает».
Ольга Эрастовна Озаровская, привезшая в 1915 году Марию Дмитриевну в Москву, пишет о жизни Кривополеновой следующее:

«Муж от венца молодицу в Вологодскую губернию на заработки увез, а через год бросил без копейки. Надо домой за 700 верст пешком попадать с младенцем у груди… Пришла и сердце захолонуло: в доме оконницы вынуты, сундуки взломаны — злодей раньше поспел, все пропил. Дыра, а не дом».
Фёдор Абрамов писал о том, что Мария Дмитриевна просила милостыню по деревням даже в то время, когда уже была знаменитой на всю страну.

## Известность

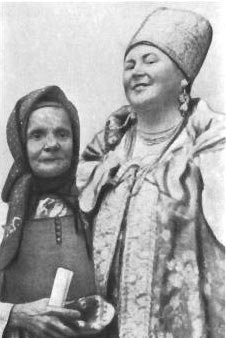
М. Д. Кривополенова и О. Э. Озаровская

В 1915 году известная в то время фольклористка и артистка Ольга Эрастовна Озаровская выезжает в Архангельскую губернию для сбора нового материала для выступлений, и, по воспоминаниям её сына, Василько, которого она взяла с собой, останавливается в деревне Великий Двор у своей подруги Прасковьи Олькиной. Утром женщины отправились по делам, Василько же задержался в избе. На выходе он столкнулся с нищенкой, просящей милостыню. Пожалев её, он догнал мать и попросил у неё денег, чтобы подать старушке. Мать денег дала, старушка же, решив отблагодарить дарителей, спела им несколько былин, потрясших Озаровскую. Так начался путь к известности Марии Кривополеновой в России.
В этом же году Ольга Эрастовна Озаровская вывозит Кривополенову в Москву на гастроли, организованные Северным кружком любителей изящных искусств, где та с огромным успехом выступает в Политехническом музее. Также, в период с 1915 по 1916 годы Мария Дмитриевна выступила в Петрограде, Твери, на Украине, Кавказе, провела в различных научных обществах, школах и вузах более 60 концертов, чем завоевала у публики огромную известность.
Из иллюстрированного журнала «Искры» от 11 октября 1915 года:

Вернувшаяся из поездки по Северу О. Э. Озаровская привезла с собою в Москву сказательницу былин, старушку М. Д. Кривополенову, 26-го сентября в переполненном публикой Большом зале Политехнического музея М. Д. Кривополенова пела старинные былины скоморошины, заученные ею с голоса ещё от своего столетнего деда, и покорила москвичей. Перед успехом маленькой сухенькой старушки в расписных валенках и пёстром платочке померк успех даже О. Э. Озаровской, удачно с подлинным юмором передавшей несколько былей и сказок, записанных со слов северных сказочников.

Ксения Петровна Гемп, бывшая свидетельницей её выступлений, так описывала манеру декламации Кривополеновой:

«Все зримо, каждый жест идет в ряд со словом. Голос её поражал глубиной, силой и музыкальностью, было в нём что-то от органа. Это голос большой певицы. Интонации у неё тонкие, иногда только намек, но есть и выразительный акцент, и выдержанная, многозначительная пауза. <…> При выступлениях поддерживала связь со слушателями, рукой им помахивала, широко улыбалась, нет-нет и какое-то словечко бросит мимоходом. Память у неё была удивительная. Обычно стародавнее, то есть былины и исторические песни, она пропевала, сохраняя всегда один текст, дословно, как запоминала „с давешних пор“».

На концертах Марии Дмитриевны бывал Борис Пастернак, высоко оценивая её умение «сказывать». Художники Е. В. Гольдингер и П. Д. Корин написали её портреты. Прообразом скульптуры С. Т. Конёнкова «Вещая старушка» (1916) также выступила Кривополенова.
Однако, в связи с последующими в 1917 году событиями, интерес к Кривополеновой сошёл на нет и она была вынуждена вернуться на малую родину, где продолжила собирать милостыню по окрестным деревням.
В следующий раз про Марию Дмитриевну вспомнили лишь после революции, после выхода в 1919 году сборника «Былины», в который вошёл её знаменитый сказ «О Вавиле и скоморохах». В январе 1921 года Марии Дмитриевне Совнаркомом назначается пенсия и академический паёк, как виднейшему деятелю русской культуры, а летом этого же года нарком просвещения Луначарский опять приглашает Кривополенову в Москву, где в Московской консерватории снова с успехом проходит её выступление. Луначарский награждает Кривополенову почетным эпитетом «государственная бабушка». В благодарность за приём, Мария Дмитриевна связала Луначарскому рукавички.
После своего триумфального выступления, несмотря на настойчивые уговоры остаться в Москве и продолжить свои выступления, Мария Дмитриевна отказывается от предложения и снова возвращается на родину, в Пинежский уезд, к привычной жизни.
Мария Дмитриевна Кривополенова скончалась 2 февраля 1924 года в деревне Веегоры Пинежского уезда. Похоронена в деревне Чакола.
Борис Шергин, лично знакомый с Марией Дмитриевной, художественно описал её кончину:

«Однажды отправилась она в дальнюю деревню. Возвращалась оттуда ночью. Снежные вихри сбивали с ног. Кто-то привел старуху на постоялый двор. Изба битком набита заезжим народом. Сказительницу узнали. Опростали местечко на лавке.

Сидя на лавке, прямая, спокойная, Кривополенова сказала:

— Дайте свечку. Сейчас запоет петух, и я отойду. 

Сжимая в руках горящую свечку, Марья Дмитриевна сказала:

— Прости меня, вся земля русская…

В сенях громко прокричал петух. Сказительница былин закрыла глаза навеки.

Русский Север — это был последний дом, последнее жилище былины. С уходом Кривополеновой совершился закат былины и на Севере. 

И закат этот был великолепен».